# Caterina di Valois (1378-1388)
Caterina di Valois (Parigi, 4 febbraio 1378 – ottobre 1388) è stata una principessa francese e contessa di Montpensier dal 1386 al 1388.

## Biografia
Era figlia di Carlo V di Francia e di Giovanna di Borbone, figlia di Pietro I di Borbone.
A otto anni venne data in moglie al cugino ventitreenne Giovanni II di Berry, che sposò a Saint-Ouen nel 1386.
Il matrimonio durò due anni, fino alla morte di Caterina. A causa della giovane età della sposa, dal matrimonio non nacquero figli. Venne sepolta a Maubuisson. Nel 1390 suo marito si risposò con Anna di Borbone, figlia di Giovanni I di Borbone-La Marche e Caterina di Vendôme.

## Ascendenza
|                        |                    |                                        | Genitori                      |  |  | Nonni |  |  | Bisnonni              |  |  | Trisnonni       |  |
|                        |                    |                                        |                               |  |  |       |  |  | Filippo VI di Francia |  |  | Carlo di Valois |  |
|                        |                    |                                        |                               |  |  |       |  |  | Filippo VI di Francia |  |  | Carlo di Valois |  |
|                        |                    | Margherita d'Angiò, contessa di Valois |                               |  |  |       |  |  | Filippo VI di Francia |  |  |                 |  |
| Giovanni II di Francia |                    |                                        |                               |  |  |       |  |  | Filippo VI di Francia |  |  |                 |  |
|                        |                    | Giovanna di Borgogna                   | Roberto II di Borgogna        |  |  |       |  |  |                       |  |  |                 |  |
|                        |                    | Giovanna di Borgogna                   | Roberto II di Borgogna        |  |  |       |  |  |                       |  |  |                 |  |
|                        |                    | Giovanna di Borgogna                   | Agnese di Francia             |  |  |       |  |  |                       |  |  |                 |  |
| Carlo V di Francia     |                    | Giovanna di Borgogna                   |                               |  |  |       |  |  |                       |  |  |                 |  |
|                        |                    | Giovanni I di Lussemburgo              | Enrico VII di Lussemburgo     |  |  |       |  |  |                       |  |  |                 |  |
|                        |                    | Giovanni I di Lussemburgo              | Enrico VII di Lussemburgo     |  |  |       |  |  |                       |  |  |                 |  |
|                        |                    | Giovanni I di Lussemburgo              | Margherita di Lussemburgo     |  |  |       |  |  |                       |  |  |                 |  |
| Bona di Lussemburgo    |                    | Giovanni I di Lussemburgo              |                               |  |  |       |  |  |                       |  |  |                 |  |
|                        |                    | Elisabetta di Boemia                   | Venceslao II di Boemia        |  |  |       |  |  |                       |  |  |                 |  |
|                        |                    | Elisabetta di Boemia                   | Venceslao II di Boemia        |  |  |       |  |  |                       |  |  |                 |  |
|                        |                    | Elisabetta di Boemia                   | Giuditta d'Asburgo            |  |  |       |  |  |                       |  |  |                 |  |
| Caterina di Valois     |                    | Elisabetta di Boemia                   |                               |  |  |       |  |  |                       |  |  |                 |  |
|                        | Luigi I di Borbone | Roberto di Clermont                    |                               |  |  |       |  |  |                       |  |  |                 |  |
|                        | Luigi I di Borbone | Roberto di Clermont                    |                               |  |  |       |  |  |                       |  |  |                 |  |
|                        | Luigi I di Borbone | Beatrice di Borgogna-Borbone           |                               |  |  |       |  |  |                       |  |  |                 |  |
| Pietro I di Borbone    | Luigi I di Borbone |                                        |                               |  |  |       |  |  |                       |  |  |                 |  |
|                        |                    | Maria d'Avesnes                        | Giovanni I di Hainaut         |  |  |       |  |  |                       |  |  |                 |  |
|                        |                    | Maria d'Avesnes                        | Giovanni I di Hainaut         |  |  |       |  |  |                       |  |  |                 |  |
|                        |                    | Maria d'Avesnes                        | Filippa di Lussemburgo        |  |  |       |  |  |                       |  |  |                 |  |
| Giovanna di Borbone    |                    | Maria d'Avesnes                        |                               |  |  |       |  |  |                       |  |  |                 |  |
|                        |                    | Carlo di Valois                        | Filippo III di Francia        |  |  |       |  |  |                       |  |  |                 |  |
|                        |                    | Carlo di Valois                        | Filippo III di Francia        |  |  |       |  |  |                       |  |  |                 |  |
|                        |                    | Carlo di Valois                        | Isabella d'Aragona            |  |  |       |  |  |                       |  |  |                 |  |
| Isabella di Valois     |                    | Carlo di Valois                        |                               |  |  |       |  |  |                       |  |  |                 |  |
|                        |                    | Mahaut di Châtillon                    | Guido IV, conte di Saint-Paul |  |  |       |  |  |                       |  |  |                 |  |
|                        |                    | Mahaut di Châtillon                    | Guido IV, conte di Saint-Paul |  |  |       |  |  |                       |  |  |                 |  |
|                        |                    | Mahaut di Châtillon                    | Maria di Bretagna             |  |  |       |  |  |                       |  |  |                 |  |
|                        |                    | Mahaut di Châtillon                    |                               |  |  |       |  |  |                       |  |  |                 |  |